# Jarząbki (województwo świętokrzyskie)

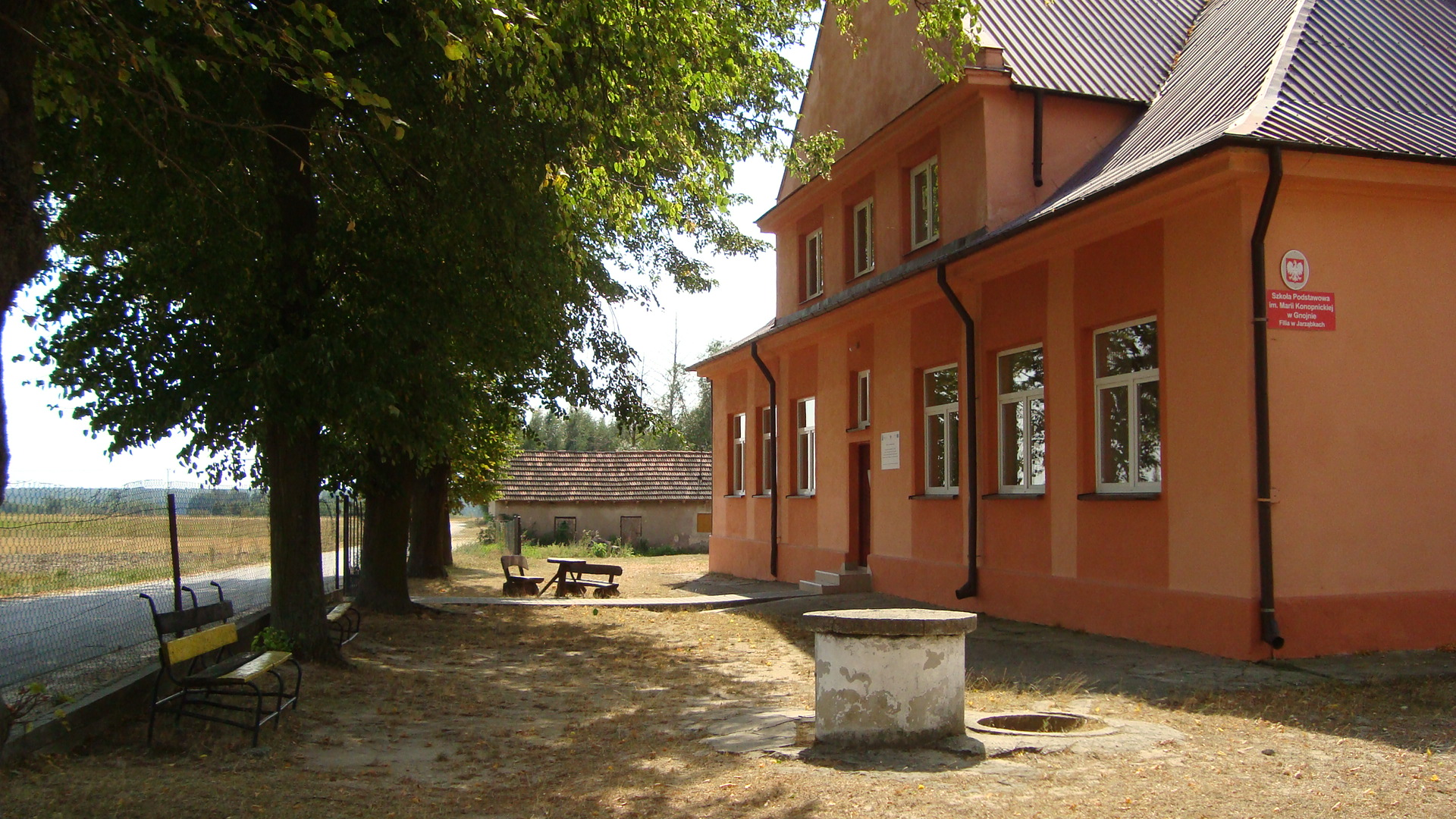
Szkoła Podstawowa w Jarząbkach.

Jarząbki – wieś w Polsce położona w województwie świętokrzyskim, w powiecie buskim, w gminie Gnojno. Siedziba sołectwa Jarząbki.
| SIMC    | Nazwa      | Rodzaj     |
| ------- | ---------- | ---------- |
| 0238316 | Captorie   | część wsi  |
| 0238322 | Góry       | część wsi  |
| 0238339 | Kaleby     | część wsi  |
| 0238345 | Niwa       | część wsi  |
| 0238351 | Podgrabie  | część wsi  |
| 0238368 | Stara Wieś | część wsi  |
| 0238374 | Wiktorów   | przysiółek |

W latach 1975–1998 miejscowość administracyjnie należała do województwa kieleckiego.
Wieś dzieli się na kilka części, które przyjęły nazwy: Stara Wieś, Kaleby, Captorie, Niwa, Podgrabie i Wiktorów (przysiółek). Przed komasacją gruntów przeprowadzoną na terenie Jarząbek w latach 1934-1936, a nazywaną wśród miejscowych "Koloniami", zamieszkana była jedynie Stara Wieś i Wiktorów. Wiktorów w przeszłości stanowił  odrębną jednostkę osadniczą. Według spisu powszechnego z roku 1921 Wiktorów stanowił wieś w gminie Grabki, posiadał 12 domów i 57 mieszkańców. Do dziś Jarząbki (obręb 0011) i Wiktorów (obręb 0028) pod względem ewidencji gruntów stanowią odrębne obręby. Pozostałe części Jarząbek powstały po wysiedleniu Starej Wsi, która przed komasacją była wyjątkowo zagęszczona przez dużą liczbę małych gospodarstw rolnych.
Jarząbki są wsią o profilu rolniczym. Znane są w całym województwie z uprawy ziemniaka na dużą skalę. Prężnie rozwija się także sadownictwo oraz gospodarstwa agroturystyczne. Krajobraz psuje elektrownia wiatrowa.
W miejscowości znajduje się szkoła podstawowa wybudowana w roku 1938 oraz kościół Parafii Rzymskokatolickiej pw. Najświętszej Marii Panny Matki Boskiej Ostrobramskiej. Parafię erygował 29 maja 1994 r. bp Kazimierz Ryczan. Powstała z wydzielonych wiosek parafii Gnojno i Szydłów. Kościół Matki Bożej Miłosierdzia wzniesiony został z fundacji Stanisława Ziółkowskiego i parafian. Kościół poświęcił bp Mieczysław Jaworski. W okresie po II wojnie światowej w Jarząbkach mieściła się poczta oraz biblioteka. Jarząbki były też przez pewien okres siedzibą Gminy Grabki Małe, stąd też często spotykana w dokumentach pisownia "gmina Grabki z siedzibą w Jarząbkach".  
W Jarząbkach działa młodzieżowy piłkarski klub sportowy "Iskra Jarząbki". 

## Etymologia nazwy
Profesor Kazimierz Rymut wywodzi nazwę wsi od nazwy osobowej „jarząbek” w formie liczby mnogiej, przejściowo "jarząbkowice".
Nie potwierdza się zatem jakoby nazwa wsi ukuta została na nazwisku rodowym Jastrzębiec. 
W przekazie i legendach
Jedna z hipotez głosiła, że swoją nazwę Jarząbki wzięły od rodu Jastrzębców, których najsłynniejszy przedstawiciel – Wojciech Jastrzębiec, biskup krakowski – urodził się na dawnej ziemi staszowskiej, w miejscowości Łubnice. Zwyczajem rodu Jastrzębców było nazywanie w swoich dobrach wsi w podobny sposób. I tak np. istniał Szydłowiec, będący centralnym ośrodkiem rodu oraz Szydłów położony nieopodal Jarząbek. Niedaleko usytuowane są też wsie Grabki Duże i Grabki Małe, które swój pierwowzór posiadają we wsi Grabowa w kluczu dóbr rodu Odrowążów, którego spadkobiercami byli Szydłowieccy (czyli ród silnie związany z Jastrzębcami). Podobnie w powiecie szydłowieckim istnieje wieś i siedziba gminy Jastrząb, która zapewne, podobnie jak Jarząbki, wzięła nazwę od rodu Szydłowieckich.    
Inna hipoteza (m.in. przedstawiona przez Franciszka Piekosińskiego) łączą nazwę z Lechitem Nadwiślańskim Jarząbkiem, który miał wraz z Grabkiem, Szydłem, Tucząpem, Beszem i innymi osiedlić się na ziemi sandomierskiej we wczesnym średniowieczu. Potwierdzeniem tej tezy ma być istnienie miejscowości takich jak Jarząbki, Grabki, Szydłów, Beszowa czy Tuczępy.    

## Historia
Dokładna data  lokacji wsi nie jest znana, prawdopodobnie istnieje ona już w XIV w. bowiem  w 1404 występuje w literaturze pod nazwą „Iarząbky”, w roku 1411 pisano je „larzabcouicze”, zaś „larzambky” w roku 1433. Długosz w L.B. rok 1470–80 wymienia z kolei „Iarzabky ”(Długosz L.B. t.II s. 444). W roku 1579 są już Jarząbki alias Jastrząbki i tak też w roku 1882 Słownik geograficzny Królestwa Polskiego podaje w tomie III str.465.
Jan Długosz dając świadectwo że parafia Gnojno składała się z kilkunastu wiosek, z których jedne należą do króla, drugie do klasztoru w Busku i inne do Oleśnickich, Syszczyckich, Kuczkrajowskich, Gnoińskich, zaś Jarząbki do bardzo licznej szlachty mającej pospolite, przezwiska bo Tłuk, Kuchnia. Pietryka, Mróz, Wilk, Chodek, Mirosz, Czarny, Mikuł. Nawet ich herbu nie podając. (Jan Długosz L. B. t.II. str.443-6). 
Terytorium Jarząbek, podobnie jak okolicznych wsi, było miejscem bitwy z Tatarami 18 marca 1241 r. w literaturze znanej jako bitwa pod Chmielnikiem.  
W wieku XVII wieś była areną działań pułkownika regimentu pieszego Jana Gnoińskiego, który zdradził króla i Rzeczpospolitą, i opowiedział się za Szwedami. Znajdując się w Pińczowie został otoczony przez stronnika polskiego króla Mikołaja Siemieńskiego, któremu się poddał. Jan Kazimierz darował mu wszystkie winy. Ten jednakże nie nauczył się na swoich błędach. Będąc w dalszym ciągu zawadiaką i warchołem siał spustoszenie w okolicznych wsiach, m.in. w Jarząbkach. Kiedy wiec po raz drugi znalazł się w rękach Siemieńskiego został za swe winy rozstrzelany. 
W roku 1620 dziedzicem wsi Jarząbki był Hieronim Zagórski  znany stąd że dwa staja pola na szpital w Gnojnie zapisał. 
W roku 1650 dziedzic części w Jarząbkach Krzysztof Kochlewski zwany Drobiński, wraz żoną Elżbietą z Ostrowa Ostrowską, (znany również z datków na szpital) zapisują procent od 100 florenów na wikarego, a gdyby wikarego nie było to dla plebana na msze św. Civi.
W wieku XIX wspomniany Słownik wymienia Jarząbki zwane również Jastrząbki, jako wieś i folwark, powiat słupecki, gmina Grabki, parafia Gnojno. 
W 1827 r. było ta 32 dm. i 211 mieszkańców, w roku 1882 należy do dóbr Grabki.
Od 1711 r. Jarząbki należały do parafii pod wezwaniem św. Władysława w Szydłowie.
Jarząbki odwiedził 3 stycznia 1884 r. Stefan Żeromski, zatrzymując się tutaj na chwilę w podróży przez Chmielnik, Gnojno, Jarząbki, Grabki Duże i Szydłów do Kurozwęk, gdzie odwiedził Józefa Saskiego, syna Józefaty z Żeromskich siostry ojca pisarza. 
W piątek 14 września 1914 roku przez wieś przemaszerowały oddziały Józefa Piłsudskiego, który prowadził z Kielc odwrót Pierwszej Kompanii Kadrowej w kierunku Wisły. W sąsiedniej miejscowości Grabki Duże zatrzymał się na nocleg. Trudnością w marszu były strome góry w Jarząbkach i na granicy Grabek Dużych i Jarząbek, które dla strzelców prowadzących ok. 150 wozów ekwipażu stanowiły morderczy wysiłek. Na pamiątkę tego wydarzenia postawiono w Jarząbkach przy drodze wojewódzkiej nr 765 kapliczkę w postaci metalowego krzyża posadowionego na betonowym cokole.
W okresie dwudziestolecia międzywojennego prace archeologiczne we wsi prowadził archeolog amator, ks. Stanisław Skurczyński, który odkrył w Jarząbkach cmentarzysko z czasów cesarstwa rzymskiego oraz pozostałości osady ze środkowej epoki kamienia i osady prahistorycznej. Obiekty te 7 marca 1972 r. zostały wpisane do rejestru zabytków województwa świętokrzyskiego. 